# Спарток II
Спарток II — правитель Боспорского царства в 349—344 годах до н. э. из династии Спартокидов, сын Левкона I.
После смерти отца Спарток II стал править Боспорским царством, а его брат Перисад в Феодосии. После его смерти власть перешла к его брату Перисаду I.